# Rastrelliger kanagurta
Rastrelliger kanagurta är en art av fisk som först beskrevs 1816 av Georges Cuvier. Den ingår i släktet Rastrelliger och familjen makrillfiskar. Internationella naturvårdsunionen (IUCN) kategoriserar arten globalt som otillräckligt studerad. Inga underarter finns listade i Catalogue of Life.